# Sárgacsápú keskenyfedőscincér
A sárgacsápú keskenyfedőscincér (Stenopterus flavicornis) a cincérfélék családjába tartozó, Délkelet-Európában és Nyugat-Ázsiában honos, lombos fákon élő bogárfaj. 

## Megjelenése
A sárgacsápú keskenyfedőscincér testhossza 10-15 mm. Testalkata karcsú, az előhát oldalai kissé szögletesen kiállnak; elvékonyodó végű szárnyfedői csak kb. háromnegyedig fedik a potrohot. Teste fekete, de lábai és csápjai (beleértve az első ízt is) sárgásvörösek, szárnyfedői a tőszegély és a vállak kivételével vörösesbarnák. Az előtor első és hátsó peremét aranysárga szőrkoszorú díszíti, amely elöl középen kissé megszakított. Az előtoron kétoldalt egy-egy 1-1 sima dudorodás látható, a köztük lévő felület lapos, nagyon durván pontozott.

## Elterjedése és életmódja
Délkelet-Európában (a Kárpát-medencében és a Balkánon), Kis-Ázsiában és a Közel-Keleten honos. Magyarországon ritka, főleg a déli fekvésű domboldalakon fordul elő. 
A száraz és meleg élőhelyeket kedveli. Lárvája különféle lomblevelű fák elhalt törzsében, ágaiban él, fejlődése két évig tart. Az imágó májustól augusztusig rajzik. Nappal aktív és főleg virágokon (cickafark, ernyősök, stb.) tartózkodik. 

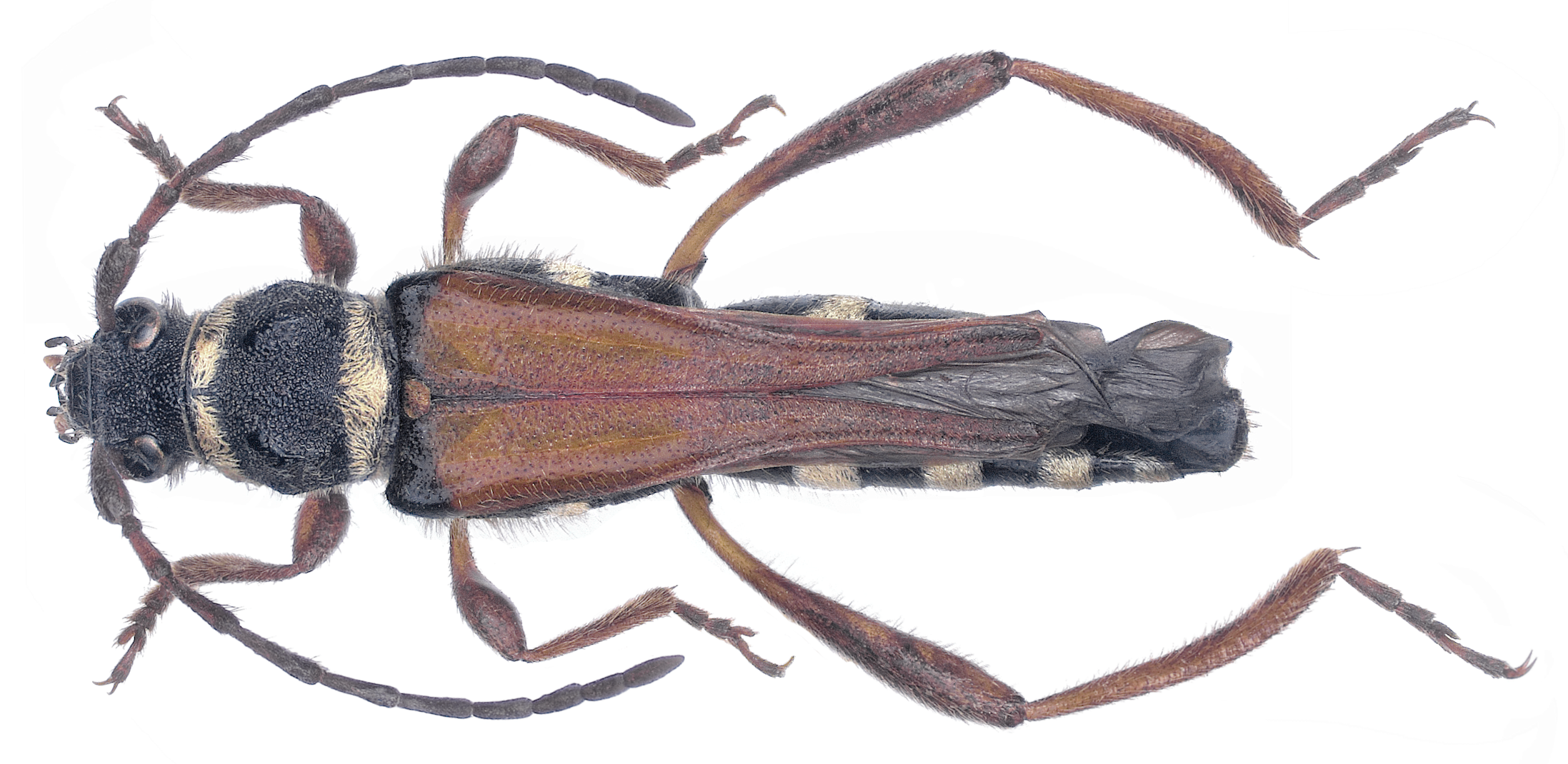
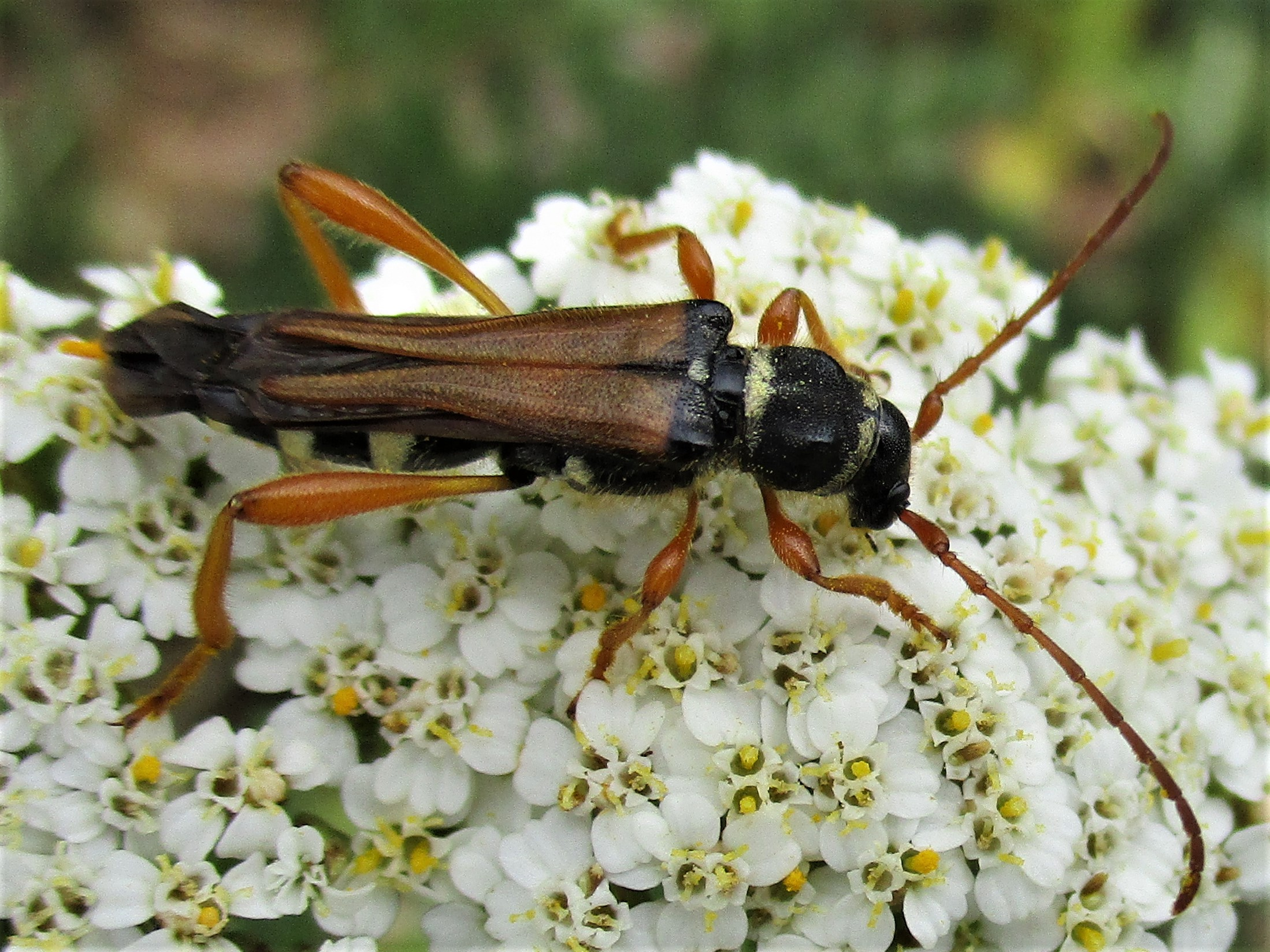
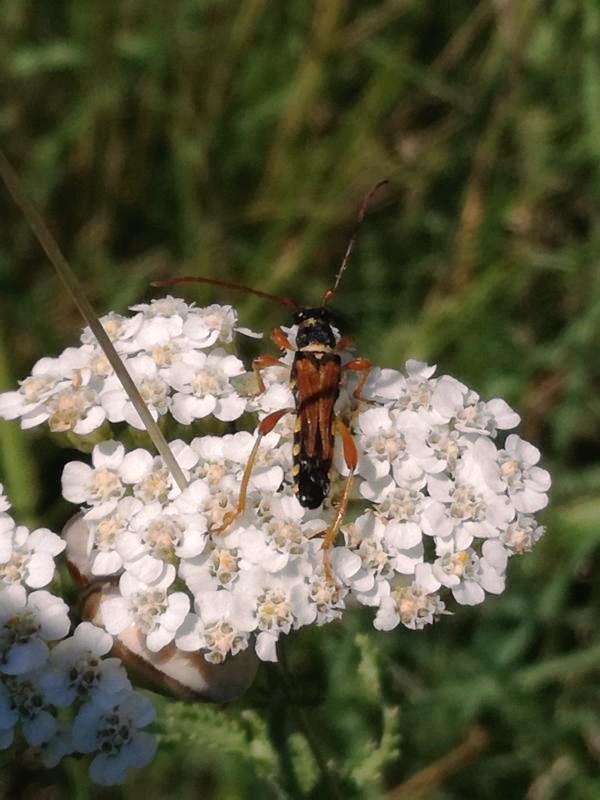

Magyarországon nem védett.